# Jermaine Wattimena
Jermaine Wattimena (Westervoort, 9 maart 1988) is een Nederlandse darter die speelt bij de Professional Darts Corporation (PDC). Bij die bond haalde hij in 2024 de finale van het European Darts Championship. In 2025 won hij Players Championship 23.

## Carrière
In 2008 boekte Wattimena zijn eerste internationale toernooizege met de winst van het Open Malta. In de jaren daarna bleef Wattimena actief op internationale toernooien, zonder opvallende resultaten te behalen. In 2009 kende Wattimena nog wel succes op de World Masters, waar hij na vier winstpartijen bij de laatste 24 verloor.

### 2014
In januari 2014 liet Wattimena na lange tijd weer van zich spreken door de German Gold Cup te winnen. In oktober was Wattimena dicht bij plaatsing voor het BDO wereldkampioenschap, maar op het kwalificatietoernooi verloor hij in de finaleronde. Een maand later waagde Wattimena ook een poging bij de kwalificaties voor het WK van de PDC. Deze poging leverde wel succes op, want Wattimena won het kwalificatietoernooi en dwong zodoende een ticket af voor het hoofdtoernooi. Hier moest Wattimena in de voorronde aantreden tegen de Kroaat Robert Marijanović. Bij een 3-3 stand kreeg Wattimena vier matchdarts om de partij te winnen, maar deze wist hij niet te benutten.

### 2015
Na zijn WK-optreden besloot Wattimena om definitief de overstap naar de PDC te maken en deel te nemen aan de Q-School. Wattimena pakte hier voldoende punten om zich te verzekeren van een toerkaart voor 2015 en 2016. In februari speelde Wattimena de kwalificatietoernooien voor de UK Open. Hier wist hij genoeg ponden te verzamelen om zich te plaatsen voor het hoofdtoernooi, waarin hij uiteindelijk in de tweede ronde verloor. Wattimena wist zich door zijn resultaten op de Pro Tour-toernooien opnieuw te kwalificeren voor het wereldkampioenschap. Ditmaal mocht Wattimena in de eerste ronde instromen, waarin Mensur Suljović zijn tegenstander was. Wattimena wist nog wel de eerste set te pakken, maar moest vervolgens de laatste drie sets aan Suljović laten.

### 2016
In februari 2016 verzamelde Wattimena genoeg ponden op de kwalificatietoernooien om zich voor de UK Open te kwalificeren. Hier wist Wattimena zijn eerste twee partijen te winnen, waarna hij in de derde ronde met 9-7 van Alan Norris verloor. Verder presteerde Wattimena gedurende het jaar constant op de vloertoernooien en wist hij zich regelmatig te kwalificeren voor de Euro Tour-toernooien. In september haalde Wattimena de halve finale van een van de Pro Tour-toernooien en was daardoor dicht bij plaatsing voor de World Grand Prix. Hier wist hij zich uiteindelijk niet voor te kwalificeren, maar Wattimena plaatste zich wel voor het European Championship. Hier verloor Wattimena in de eerste ronde met 6-1 tegen een sterk spelende Mensur Suljović. Hij speelde in de eerste ronde mee in de wereldkampioenschap. Daryl Gurney was een maatje te groot. (3-1)

### 2019
Wattimena vormde samen met Michael van Gerwen het Nederlandse koppel op de World Cup of Darts. Zij behaalden samen de halve finale.
Op 27 augustus nam hij deel aan de Premier League als challenger.
In 2019 stond hij in de finales van Players Championship 1 en Players Championship 22.

### 2020
Op 10 november stond Wattimena in de finale van Players Championship 19.

### 2021
Mensur Suljović trok zich terug uit de World Matchplay om medische redenen. Wattimena werd op de valreep nog toegelaten tot het deelnemersveld als zijn vervanger. In de eerste ronde verloor hij met 4-10 van Gerwyn Price.

### 2024
Door titelverdediger Peter Wright met 6-0 te verslaan en James Wade met een moyenne van 100,87 te passeren, bereikte Wattimena de kwartfinale van het European Darts Championship. Daarin klopte hij wereldkampioen Luke Humphries met een uitslag van 10-4 en gemiddelde van 100,40 voor een plek in de halve finale. Hierin won hij van landgenoot Danny Noppert met 11-10. Zo bemachtigde hij een plek in zijn eerste finale op een hoofdtoernooi. Ritchie Edhouse was uiteindelijk met 11-3 te sterk en won zo zijn eerste major. Voor zijn finaleplek ontving de Nederlander £120.000,-.
Tijdens het hoofdtoernooi dat hierop volgde, de Grand Slam of Darts, versloeg Wattimena in de groepsfase Mike De Decker, Michael Smith en Mensur Suljović. Zo werd hij eerste in zijn groep. In de achtste finale ging Wattimena langs Dimitri Van den Bergh, waardoor hij voor het tweede hoofdtoernooi op rij een kwartfinale haalde.
Tijdens het WK nam Wattimena het in de eerste ronde op tegen Stefan Bellmont. Met een uitslag van 3-0 plaatste Wattimena zich voor de tweede ronde, waarin hij het op moest nemen tegen James Wade. Met eenzelfde uitslag wist Wattimena zich te plaatsen voor de derde ronde, waarin Peter Wright te sterk was.

### 2025
Door Darryl Pilgrim, Carl Sneyd, Josh Rock, Ryan Searle, Mike De Decker en Niels Zonneveld te passeren, bereikte Wattimena in juni de finale van Players Championship 18, waarin Stephen Bunting te sterk was.
Op de World Matchplay, die plaatsvond in juli, versloeg Wattimena in de eerste ronde van Peter Wright. Daarna mocht hij in ronde twee aantreden tegen Luke Littler. Wattimena kwam in die wedstrijd aanvankelijk op een voorsprong van 7-2, maar zag Littler daarna zes legs op rij pakken. Nadat Littler op matchpoint kwam, wist Wattimena verlenging af te dwingen, maar Littler won alsnog met een uitslag van 13-11.
Enkele dagen later won Wattimena zijn eerste Players Championship. Op Players Championship 23 versloeg hij José de Sousa, Robert Owen, Gabriel Clemens, Danny Noppert, Ryan Joyce en Bradley Brooks om de finale te behalen. Daarin was hij met een uitslag van 8-5 Lukas Wenig de baas.

## Gespeelde finales hoofdtoernooien

### PDC
| Resultaat | Nr. | Jaar | Kampioenschap               | Tegenstander    | Score  | Variant |
| Runner-up | 1.  | 2024 | European Darts Championship | Ritchie Edhouse | 3 – 11 | Legs    |

## Resultaten op Wereldkampioenschappen

### PDC
- 2015: Voorronde (verloren van Robert Marijanović met 3-4)
- 2016: Laatste 64 (verloren van Mensur Suljović met 1-3)
- 2017: Laatste 64 (verloren van Daryl Gurney met 1-3)
- 2018: Laatste 32 (verloren van Steve West met 1-4)
- 2019: Laatste 32 (verloren van Gary Anderson met 3-4)
- 2020: Laatste 64 (verloren van Luke Humphries met 2-3)
- 2021: Laatste 32 (verloren van Dimitri Van den Bergh met 0-4)
- 2022: Laatste 96 (verloren van Boris Koltsov met 0-3)
- 2023: Laatste 96 (verloren van Nathan Rafferty met 2-3)
- 2024: Laatste 64 (verloren van Martin Schindler met 1-3)
- 2025: Laatste 32 (verloren van Peter Wright met 2-4)

## Resultaten op de World Matchplay
- 2018: Laatste 32 (verloren van James Wade met 10-12)
- 2019: Laatste 32 (verloren van Mensur Suljović met 1-10)
- 2020: Laatste 32 (verloren van Krzysztof Ratajski met 4-10)
- 2021: Laatste 32 (verloren van Gerwyn Price met 4-10)
- 2025: Laatste 16 (verloren van Luke Littler met 11-13)